# Idroborazione
Con il termine idroborazione si definisce la reazione di addizione di borano (BH3), in solvente etere dietilico o tetraidrofurano (THF), a legami insaturi come quelli presenti negli alcheni e negli alchini, per cui si ottengono composti detti idroborati, che se ossigenati con H2O2 in ambiente basico, portano alla formazione dell'alcol meno sostituito.

## Idroborazione degli alcheni
La reazione di idroborazione è suddivisibile in tre passaggi e, lavorando in eccesso di alchene, si può isolare un borano trialchil sostituito che costituisce un composto metallorganico definito organoborano: 
1) CH2=CH2 + BH3 → CH3CH2BH2
2) CH3CH2BH2 + CH2=CH2 → (CH3CH2)2BH
3) (CH3CH2)2BH + CH2=CH2 → (CH3CH2)3B

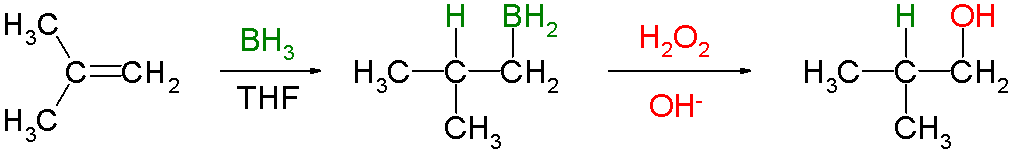
Idroborazione seguita da ossidazione per formare un alcolo. Si noti come il prodotto finale dell'addizione sia anti-Markovnikov

Gli studi sugli organoborani valsero nel 1979 il premio Nobel a Herbert C. Brown.
Indicando, per comodità, il borano come H-BH2 risulta possibile evidenziare la polarità di legame: H assume carica parziale δ- mentre il boro in -BH2 porta carica δ+; l'addizione non segue la regola di Markovnikov con l'atomo H che si lega al carbonio più sostituito (cioè legato al maggior numero di gruppi) simultaneamente al boro (addizione detta cis o syn). Il motivo per cui l'atomo H si lega al carbonio più sostituito è comprensibile dallo studio dello stato di transizione: quest'ultimo evidenzia che il legame C-B sia formato in percentuale maggiore rispetto al legame C-H, quindi il carbonio a cui non è legato il boro presenta una carica parziale positiva. Lo stato di transizione è più stabile se la carica parziale positiva si trova su un carbonio secondario.

## Idroborazione degli alchini
La prima doppia idroborazione degli alchini terminali è stata descritta nel 1976, usando come reagente HBCl2 in etere dietilico e con tricloruro di boro. Risulta più conveniente sostituire l'etere con Me3SiH o con dimetil solfuro. Il meccanismo di reazione è più complesso rispetto all'idroborazione degli alcheni e fortemente influenzato dal rapporto stechiometrico dei reagenti oltre che dal solvente, pertanto si ottengono spesso miscele di alcani sia idroborati che cloroborati.
L'idroborazione degli alchini seguita da ossidazione permette di sintetizzare aldeidi e chetoni: l'idroborazione di alchini terminali forma le aldeidi, quella di alchini interni forma i chetoni. La reazione, infatti, porta alla formazione di enoli che riarraggiano a chetoni ed aldeidi attraverso il meccanismo della tautomeria cheto-enolica.

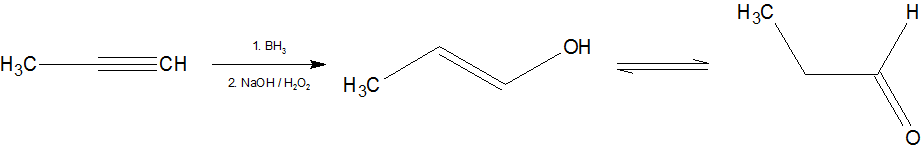
L'idroborazione di un alchino terminale forma un'aldeide.

## Utilità nella sintesi chimica
La reazione di idroborazione viene sfruttata in sintesi organica per produrre alcoli a seguito di ossidazione dell'organoborano con perossido d'idrogeno in ambiente basico: (CH3CH2)3B darà ad esempio 3 molecole di etanolo e una di borato BO33-. È anche utile per invertire la regioselettività nelle reazioni di idratazione.